# Авнюгський
Авнюгський (також Авнюга, рос. Авнюгский) — селище у Верхньотоємському районі, Архангельська область, Росія. Є адміністративним центром Федьковського сільського поселення. 

## Географія
Селище розташоване на лівому березі Північної Двіни, трохи нижче впадіння до неї річки Авнюга, на честь якої селище отримало свою назву, на півдні Верхньотоємського району Архангельської області. По селищу протікає річка Манева — ліва притока Авнюги. 

## Історія
Авнюгський засновано 1953 року як відправна станція місцевої вузькоколійної залізниці, спочатку навіть офіційно іменувалося «УЖД». Орієнтовна дата відкриття першої ділянки вузькоколійної залізниці  — 1958 рік. У 1960-х роках на вузькоколійній залізниці виникло лісове селище, офіційно назване Поперечка (по-іншому Сойга, за назвою річки Сойга, у верхній течії якої стоїть селище).